# NordLEI
NordLEI (Nordic Legal Entity Identifier AB) er en udsteder af LEI-koder (Legal Entity Identifier). NordLEI er den største udsteder af LEI-koder i Skandinavien med over 165.000 udstedte koder[kilde mangler]. NordLEI er den største udsteder af LEI-koder i Danmark.

## NordLEIs historie
NordLEI blev etableret i 2014 og blev en Local Operating Unit akkrediteret af GLEIF den 22. september 2021. NordLEI er stifterejet og udsteder LEI-koder i otte jurisdiktioner: Sverige, Norge, Danmark, Finland, Island, Storbritannien, Irland og Holland. NordLEI blev udnævnt til “Best Performing LEI Issuer in the Mid-Cap Category” af GLEIF i 2023.